# 神保如天
神保 如天（じんぼ にょてん、1880年月日 - 1946年8月22日）は、日本の仏教学者。駒澤大学教授。別名、櫟堂。

## 来歴
明治13年富山県生れ。1910年（明治43年）曹洞宗大学（現: 駒澤大学）卒業。愛知中学校教頭、駒澤大学教授を歴任。
著書に「禅学辞典」「従容録通解」「無門関講話」「正法眼蔵経典解説」など。

## 著書
- 「国立国会図書館サーチ>神保如天」

### 論文
- CiNii>神保如天
- INBUDS>神保如天